# Terremoto de Salta de 2010
El Terremoto de Salta de 2010 fue un sismo ocurrido en la Provincia de Salta, Argentina el día sábado 27 de febrero de 2010 a las 12:45:37 (hora local) (UTC-3), con una magnitud de 6.4 en la Escala sismológica de Richter. Su epicentro se ubicó a 15 km al suroeste de la ciudad de Salta, en las cercanías de la Sierra de Los Cerrillos, y a 80 km al suroeste de la ciudad de San Salvador de Jujuy, ocurrió exactamente 9 horas y 11 minutos después del Terremoto de Chile de 2010.
El sismo tuvo una magnitud de 6.4 grados en la escala de Richter y una profundidad de 10 km ; en la escala Mercalli modificada alcanzó el grado IV a V en la ciudad de Salta y IV en la ciudad de San Salvador de Jujuy, según informó el INPRES, mientras que el USGS informó de una intensidad máxima de grado VII en la ciudad de Salta.
A causa del movimiento sísmico hubo docenas de heridos (posiblemente hasta 100 personas heridas), fallecieron dos personas, en las localidades salteñas de La Merced y La Silleta, mientras que los daños materiales fueron varias casas de adobe colapsadas y muchas otras quedaron inhabitables, el terremoto recibió poca cobertura regional, en gran parte porque la catástrofe en Chile ocurrida unas horas antes, atrajo la atención. 
La Ciudad de Salta quedó incomunicada por espacio de 40 minutos, sin señal de celular y, en algunos barrios periféricos, sin teléfonos.
El sismo fue el de mayor intensidad producido en la provincia desde 1948, y afectó de manera fuerte una zona habitada por cerca de un millón de habitantes. Se originó en una falla de la placa Sudamericana, por lo que no tuvo relación directa con el grave terremoto que afectó ese mismo día a la región centro-sur de Chile.